# Grüllarei
"Grüllarei" är den fjärde singeln från den österrikiska musikgruppen Trackshittaz. Den släpptes den 14 juni 2011 som den första och enda singeln från deras andra album Prolettn feian längaah. Låten är skriven av Lukas Plöchl, Manuel Hoffelner, Martin Kromar, Florian Cojocaru och Elija Kulmer. Låten låg 4 veckor på den österrikiska singellistan där den nådde plats 18 som bäst.

## Listplaceringar
| Lista (2011) | Topplacering |
| ------------ | ------------ |
| Österrike    | 18           |